# Râul Izvorul Rece, Ungureni
Râul Izvorul Rece este un curs de apă, în județul Maramureș, unul din cele două brațe care formează râul Ungureni. 

## Hărți
- Harta județului Maramureș
- Harta muntii Gutâi  Arhivat în 4 martie 2016, la Wayback Machine.